# Enyalius bilineatus
Enyalius bilineatus — вид ігуаноподібних ящірок родини Leiosauridae. Ендемік Бразилії.

## Поширення і екологія
Enyalius bilineatus мешкають на південному сході Бразилії, в штатах Мінас-Жерайс, Сан-Паулу, Еспіриту-Санту, Ріо-де-Жанейро і Гояс. Вони живуть в атлантичних лісах і саванах серрадо. Ведуть деревний спосіб життя, зустрічаються на деревах і кущах на висоті понад 2 м над землею. Живляться комахами та їх личинками.